# Сусанто Тіртопроджо
Сусанто Тіртопроджо (індонез. Soesanto Tirtoprodjo; 1900—1969) — індонезійський політик, в. о. прем'єр-міністра країни, міністр внутрішніх справ, міністр юстиції та прав людини. 1949 року обіймав посаду заступника голови Надзвичайного уряду Республіки Індонезії.

## Нагороди
- Орден «Зірка Махапутра» 3 ступеню (1960)
- Орден «Партизанська зірка» (1960)[2]